# Through the Past, Darkly (Big Hits Vol. 2)
Through the Past, Darkly (Big Hits Vol. 2) är ett samlingsalbum av den brittiska rockgruppen The Rolling Stones, utgivet i september 1969. Det dedicerades till den tidigare medlemmen Brian Jones, som avlidit tidigare samma år.
Då gruppens första officiella samlingsalbum Big Hits (High Tide and Green Grass) hade släppts i olika versioner för USA-marknaden och Europa-marknaden, innehöll den amerikanska versionen av detta album låtarna "Paint It, Black" och "Have You Seen Your Mother, Baby" som där tidigare inte funnits på samlingsalbum. De brittiska utgåvorna innehöll några mer obskyra låtar med Stones så som EP-spåret "You Better Move On" och låten "Sittin' On a Fence" som tidigare endast utgetts på den för amerikanska marknaden speciellt gjorda LP:n Flowers. De amerikanska utgåvorna saknade dessutom singeln "We Love You" som aldrig blev någon större singelhit i USA.
De allra första upplagorna av detta album utgavs i ett oktagonalt skivomslag med ett specialdesignat inneromslag av Decca Records (eller London i USA). Redan 1970-1971 började dock albumet ges ut med ett traditionellt skivomslag där de tidigare oktagonala kanterna fylldes ut med svarta fält. Albumet utgavs ursprungligen i både mono och stereomixar, men senare pressningar gavs endast ut i stereo.

## Låtlista (europeisk upplaga)
Samtliga låtar skrivna av Mick Jagger och Keith Richards, utom "You Better Move On", skriven av Arthur Alexander.
1. "Jumpin' Jack Flash" - 3:40
2. "Mother's Little Helper" - 2:45
3. "2000 Light Years from Home" - 4:45
4. "Let's Spend the Night Together" - 3:36
5. "You Better Move On" - 2:39
6. "We Love You" - 4:22
7. "Street Fighting Man" - 3:15
8. "She's a Rainbow" - 4:11
9. "Ruby Tuesday" - 3:16
10. "Dandelion" - 3:32
11. "Sittin' on a Fence" - 3:02 (på de första utgåvorna skrevs titeln "Sittin' on the Fence" på omslag och skivetiketter)
12. "Honky Tonk Women" - 3:00

## Låtlista (amerikansk upplaga)
Samtliga låtar skrivna av Mick Jagger och Keith Richards.
1. "Paint It, Black" - 3:49
2. "Ruby Tuesday" - 3:20
3. "She's a Rainbow" - 4:40
4. "Jumpin' Jack Flash" - 3:44
5. "Mother's Little Helper" - 2:49
6. "Let's Spend the Night Together" - 3:41
7. "Honky Tonk Women" - 3:04
8. "Dandelion" - 3:33
9. "2000 Light Years from Home" - 4:48
10. "Have You Seen Your Mother, Baby, Standing in the Shadow?" - 2:37
11. "Street Fighting Man" - 3:17

## Listplaceringar
- Billboard 200, USA: #2[2]
- UK Albums Chart, Storbritannien: #2[3]
- RPM, Kanada: #2[4]
- Tyskland: #13[5]
- Nederländerna: #5[6]
- VG-lista, Norge: #10[7]